# Équipe cycliste Splendor
Pour les articles homonymes, voir Splendor.
Splendor est une équipe cycliste professionnelle Belge créée en 1975 et disparue à l'issue de la saison 1989. Elle s'est nommée Splendor-Struvay en 1975, Zoppas-Splendor en 1976, Carpenter-Splendor en 1977, Old Lord's-Splendor en 1978, Splendor-Euro Soap en 1979, Splendor-Admiral en 1980, Splendor-Wickes Bouwmarkt de 1981 à 1982, Splendor-Euro Shop en 1983, Splendor-Jacky Aernoudt en 1984, Hitachi-Splendor en 1985, Hitachi-Marc de 1986 à 1987, Hitachi-Bosal en 1988, puis Hitachi en 1989.

## Effectifs

### 1979
| Effectif 1979                 | Effectif 1979     | Effectif 1979    | Effectif 1979                    |
| Cycliste                      | Date de naissance | Pays             | Équipe précédente                |
| ----------------------------- | ----------------- | ---------------- | -------------------------------- |
| Herman Beysens                | 27 mai 1950       | Belgique         | Flandria-Velda-Lano (1978)       |
| José Boeve                    | 10 mars 1957      | Belgique         |                                  |
| Eddy Cael                     | 24 octobre 1945   | Belgique         | Boule d'Or-Sunair-Colnago (1978) |
| Alain Desaever                | 3 octobre 1952    | Belgique         | Marc Zeepcentrale-Superia (1978) |
| Christian Dumont              | 2 février 1956    | Belgique         | Flandria-Velda-Lano (1978)       |
| Erich Jagsch (2 avr.–31 déc.) | 31 août 1955      | Autriche         |                                  |
| Paul Jesson (1 juin–15 juin)  | 14 janvier 1955   | Nouvelle-Zélande |                                  |
| Sean Kelly                    | 24 mai 1956       | Irlande          | Flandria-Velda-Lano (1978)       |
| Freddy Libouton               | 1 novembre 1950   | Belgique         |                                  |
| Ludo Loos                     | 13 janvier 1955   | Belgique         | C&A (1978)                       |
| Lieven Malfait                | 18 juin 1952      | Belgique         | Flandria-Velda-Lano (1978)       |
| Wim Myngheer                  | 23 mars 1955      | Belgique         | Flandria-Velda-Lano (1978)       |
| Ronan Onghena                 | 10 janvier 1957   | Belgique         |                                  |
| Michel Pollentier             | 13 février 1951   | Belgique         | Flandria-Velda-Lano (1978)       |
| Pierre Sonnet                 | 14 juillet 1953   | Belgique         |                                  |
| Ronny Van Marcke              | 2 octobre 1947    | Belgique         |                                  |
| Roger Verschaeve              | 23 mai 1951       | Belgique         | Flandria-Velda-Lano (1978)       |
| Hugo Van Gastel               | 23 mars 1953      | Belgique         | Carlos-Galli-Alan (1978)         |
|                               |                   |                  |                                  |
| Source : Cycling Archives     |                   |                  |                                  |

### 1980
| Effectif 1980                              | Effectif 1980     | Effectif 1980    | Effectif 1980                    |
| Cycliste                                   | Date de naissance | Pays             | Équipe précédente                |
| ------------------------------------------ | ----------------- | ---------------- | -------------------------------- |
| Maurizio Bellet                            | 18 novembre 1952  | Italie           | DAF Trucks-Aida (1979)           |
| Herman Beysens                             | 27 mai 1950       | Belgique         | Flandria-Velda-Lano (1978)       |
| Joseph Borguet                             | 16 avril 1951     | Belgique         |                                  |
| Claude Criquielion                         | 11 janvier 1957   | Belgique         | Kas-Campagnolo (1979)            |
| Johan De Muynck                            | 30 mai 1948       | Belgique         | Bianchi-Faema (1979)             |
| Etienne De Wilde                           | 23 mars 1958      | Belgique         |                                  |
| Alain Desaever                             | 3 octobre 1952    | Belgique         | Marc Zeepcentrale-Superia (1978) |
| Luc De Smet                                | 30 août 1957      | Belgique         |                                  |
| Paul Jesson (1 juin–15 juin)               | 14 janvier 1955   | Nouvelle-Zélande |                                  |
| Sean Kelly                                 | 24 mai 1956       | Irlande          | Flandria-Velda-Lano (1978)       |
| Lieven Malfait                             | 18 juin 1952      | Belgique         | Flandria-Velda-Lano (1978)       |
| Alain Meslet (19 mai–31 déc.)              | 8 février 1950    | France           | Fiat (1979)                      |
| Ronan Onghena                              | 10 janvier 1957   | Belgique         |                                  |
| Walter Peeters                             | 14 novembre 1957  | Belgique         |                                  |
| Daniel Plummer                             | 2 janvier 1957    | Belgique         |                                  |
| Michel Pollentier                          | 13 février 1951   | Belgique         | Flandria-Velda-Lano (1978)       |
| Pierre Sonnet                              | 14 juillet 1953   | Belgique         |                                  |
| Guido Van Calster                          | 6 février 1956    | Belgique         |                                  |
| René Van den Bossche                       | 12 août 1957      | Belgique         |                                  |
| Jan Wijnants (1 sept.–31 déc.)             | 8 septembre 1958  | Belgique         |                                  |
|                                            |                   |                  |                                  |
| Sources : ProCyclingStats Cycling Archives |                   |                  |                                  |